# NGC 1302
NGC 1302 في الفهرس العام الجديد، هي مجرة، تقع في كوكبة الكور. اكتشفت في فبراير 1885 بواسطة إدوارد إيمرسون برنارد.

## روابط خارجية
- NGC 1302 على موقع ويكي سكاي: DSS2, SDSS, GALEX, IRAS, Hydrogen α, X-Ray, Astrophoto, Sky Map, Articles and images